# Trapgevel

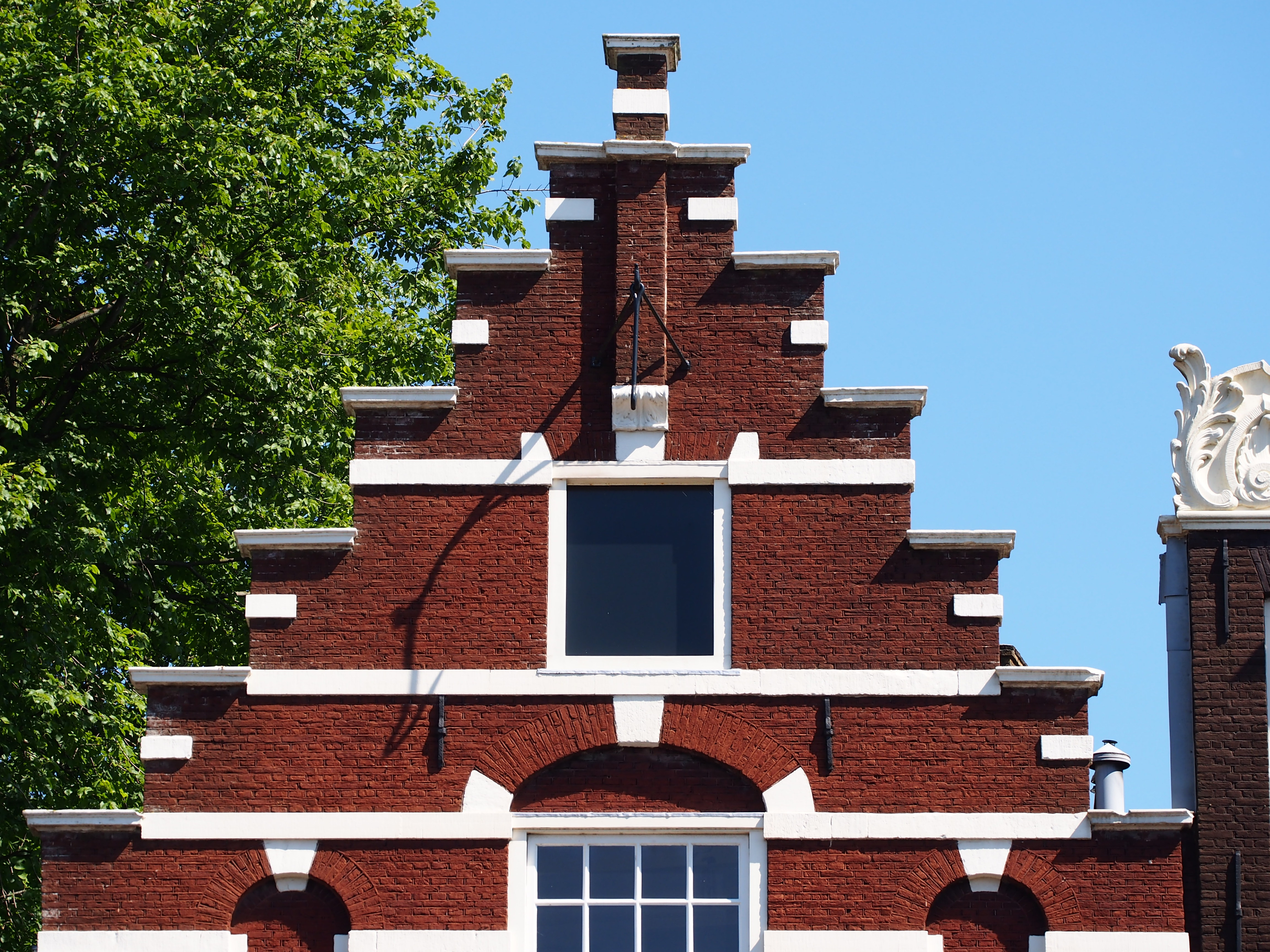
Traditionele trapgevel, Korte Prinsengracht 5, Amsterdam.

Een trapgevel is een oude traditionele topgevel waarvan de bovenzijde zich naar boven toe trapsgewijs versmalt. Deze trappen worden vaak afgedekt met natuurstenen platen om inwateren tegen te gaan. De afdekstukken zijn afwaterend bewerkt en steken rondom buiten het metselwerk.
De trapgevel is veel toegepast in Nederland, België, Duitsland, Engeland, en soms ook Frankrijk, landen waar het natte klimaat steile daken vereist waarop dakpannen optimaal kunnen functioneren. Er ontstonden verschillende stijlen. Specifiek voor de Antwerpse trapgevels bijvoorbeeld is dat de bovenste tegel (de toptegel) over 45° gedraaid is. Bovendien zijn de Belgische trappen vaak kleiner dan de Nederlandse.

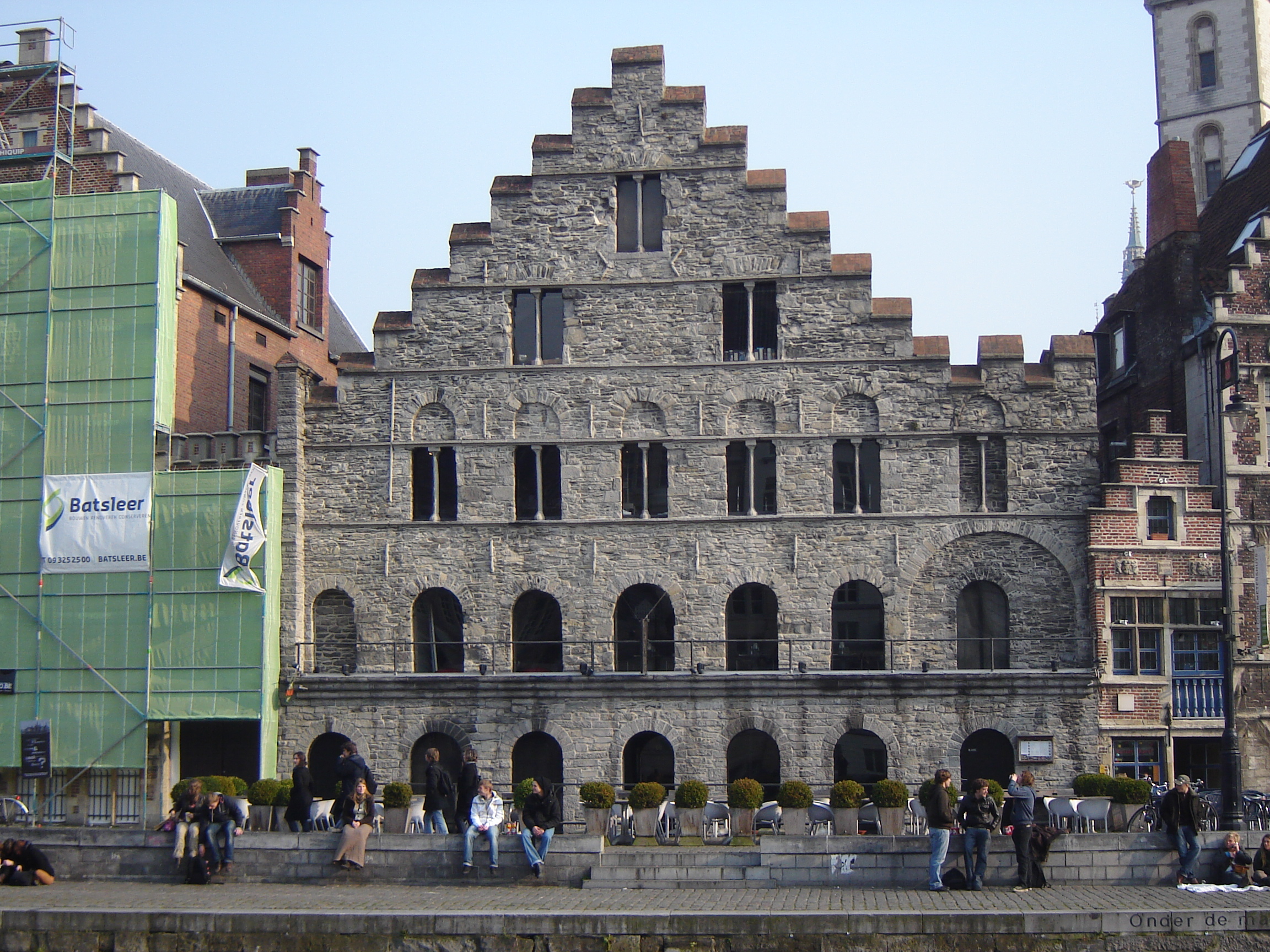
Het Korenstapelhuis of Spijker in Gent

De oudst bekende trapgevels dateren uit de 12e en 13e eeuw en zijn gebouwd in de romaanse stijl. Hiertoe behoren het Korenstapelhuis in Gent (oudste trapgevel ter wereld, uit 1175) en het Woonst(ede) Jan Borluut aan de Korenmarkt in dezelfde stad. Deze gevels zijn sober uitgevoerd en hebben zogenaamde ezelsruggen op de 'treden', een klein dakje op elke trap. Deze vindt men bijvoorbeeld ook terug op de gevel(s) van Kasteel Radboud in Medemblik. Tijdens de gotiek werden de gevels steeds rijker uitgevoerd. In Duitsland bereikte dit type in deze periode zijn hoogtepunt.
Het hoogtepunt in Nederland, en in mindere mate ook in België, bereikte de trapgevel in de periode ± 1600 - ± 1665, met de bouwstijl van de Renaissance. In deze stijl worden schuine lijnen zo veel mogelijk vermeden, vandaar dat men de schuine zijden van het puntdak aan het oog wil onttrekken. In de 17e eeuw heeft Amsterdam bijvoorbeeld vol gestaan met dit soort trapgevels (oa. in de typische Amsterdamse renaissancestijl). Maar ook in andere Hollandse steden was de trapgevel erg populair en kon men op vele plaatsen hele rijen trapgevels zien. In Haarlem kwam de trapgevel in de zg. Hollandse renaissancestijl erg in zwang, waarvan er velen nog bewaard zijn. Later verdwenen vele trapgevels, omdat in de 18e eeuw veel rijken deze lieten verwijderen om hun huis statiger te doen lijken naar de toen heersende mode: de lijstgevel. Daardoor zijn in de meeste Hollandse steden veel trapgevels verdwenen. Met name in Den Haag, waar een aanzienlijk aantal rijken woonachtig was die dit konden bekostigen, zijn vrijwel alle trapgevels verdwenen.
De trapgevel is zo populair geweest dat ook dubbele huizen ermee werden uitgerust. Daarvan bestaan nog enkele voorbeelden in Amsterdam.
Kenmerkend voor de Amsterdamse renaissancestijl van vooral Hendrick de Keyser zijn de grote trappen, vaak ongelijk van grootte en gering in aantal, terwijl op elke trap klauwstukken of andere versieringen staan (zie afbeelding). Ook typerend zijn de pilasters in de muurdammen en de S-vormige ontlastingsbogen ("accoladebogen") boven de ramen. Soms heeft de trapgevel zoveel versieringen dat de trappen zelf nog nauwelijks zijn te herkennen. 
De trant van Hendrick de Keyser is op grote schaal nagevolgd, maar meestal op sobere wijze. Men spreekt dan van de sobere Amsterdamse renaissance. Kenmerkend is een eenvoudige trapgevel die weer lijkt op het Hollandse type, met dat verschil dat in plaats van vele kleine blokjes enkele grote blokken natuursteen worden toegepast. Ook worden de ramen zodanig in nissen geplaatst dat de muurdammen op pilasters lijken.
Uit de trapgevel ontstond nog later de halsgevel door de trap steeds verder te vereenvoudigen. Door versiering van de hals ontstond de klokgevel.

## Navolging
In de loop van de 17e eeuw raakte de trapgevel in Nederland uit de gratie. In de 19e eeuw vond een herwaardering plaats en werden trapgevels weer op grote schaal toegepast in neo-stijlen als de neogotiek en vooral de neorenaissance. Deze navolgingsarchitectuur is vaak minder fraai dan de oorspronkelijke voorbeelden. Met name bij de neorenaissance "kloppen" de verhoudingen vaak niet, de verdiepingen zijn even hoog, etc., terwijl voor details vaak gebruik werd gemaakt van massaproducten in plaats van echt beeldhouwwerk. In de 20e eeuw werden trapgevels in Nederland vooral toegepast door traditionalistische architecten als A.J. Kropholler en H.W. Valk.
In de moderne ontwikkelgebieden Brandevoort (Helmond) en Vleuterweide (Leidsche Rijn bij Utrecht) duikt de trapgevel de laatste jaren ook weer op. Deze nieuwbouwprojecten passen in de visie van de Luxemburgse architect Rob Krier en de Duitse architect Christoph Kohl en hebben daarom de uitstraling van oude stadskernen (niettemin met een dorps karakter). Naast de trapgevel zien we in deze projecten ook de halsgevel terug.

## Afbeeldingen

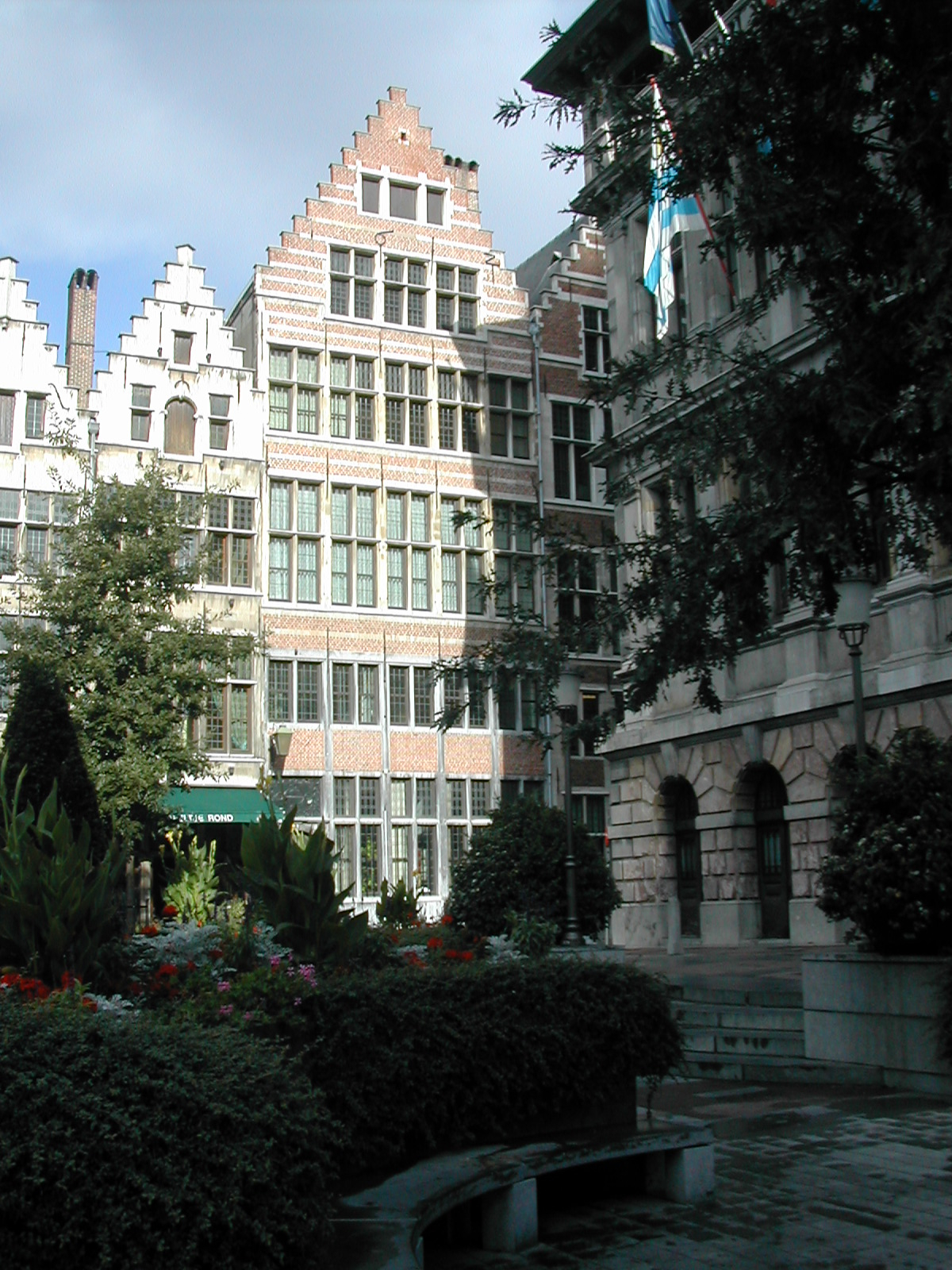
Trapgevel van het pand "den Os" te Antwerpen (1612)
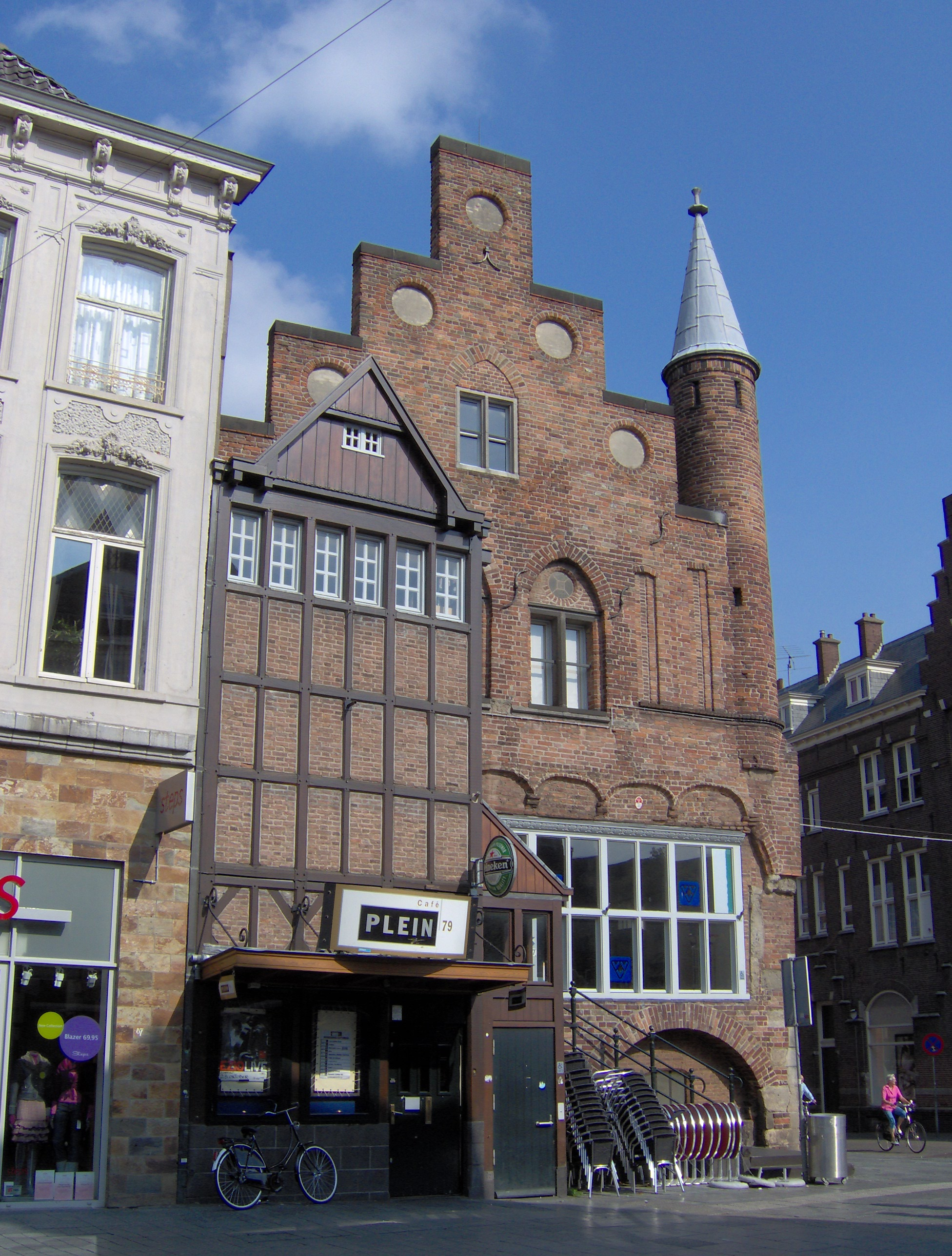
De Moriaan in 's-Hertogenbosch
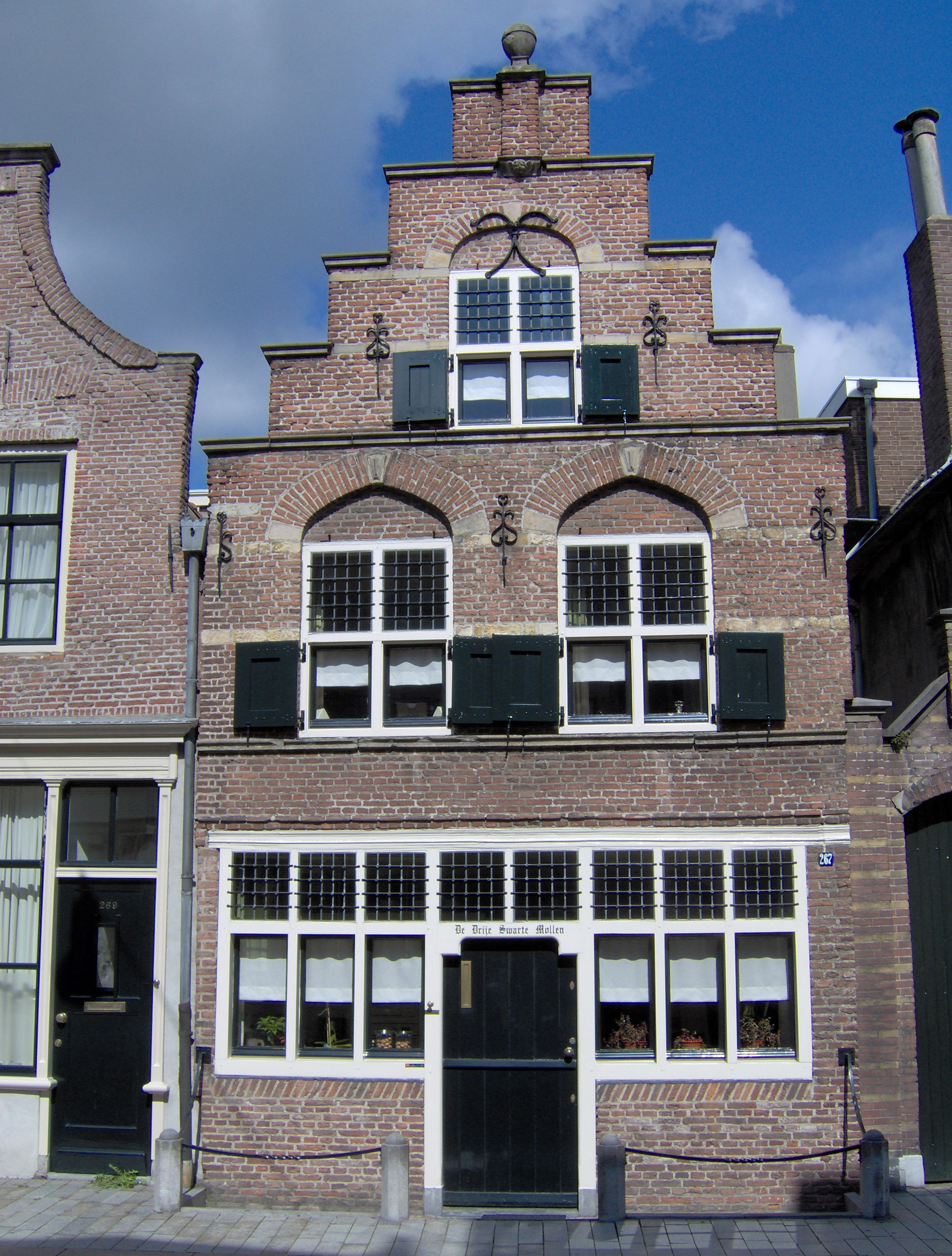
De drije swarte mollen in 's-Hertogenbosch
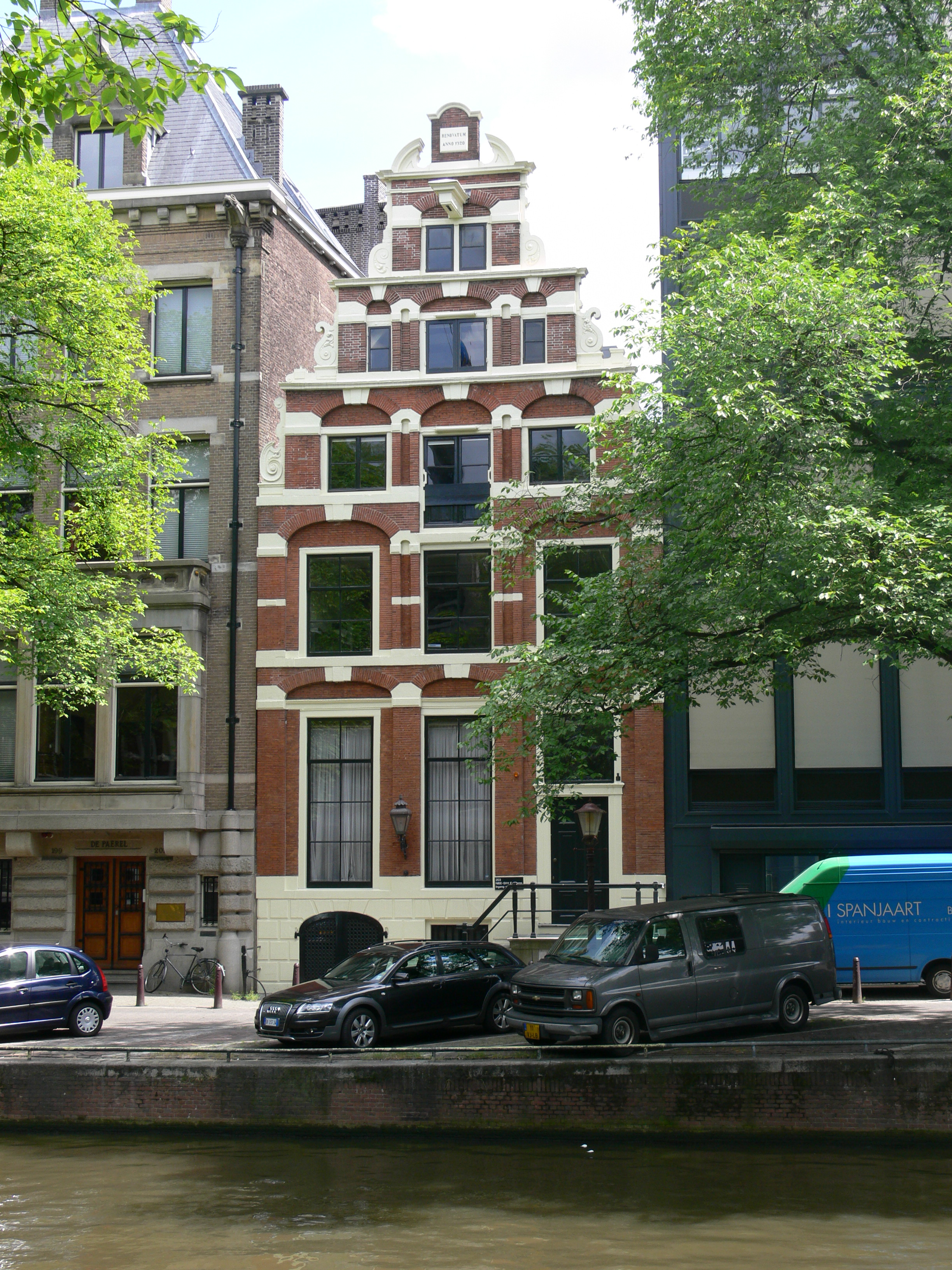
Trapgevel in Amsterdamse Renaissance stijl, Herengracht 203, Amsterdam (gebouwd ca. 1618)
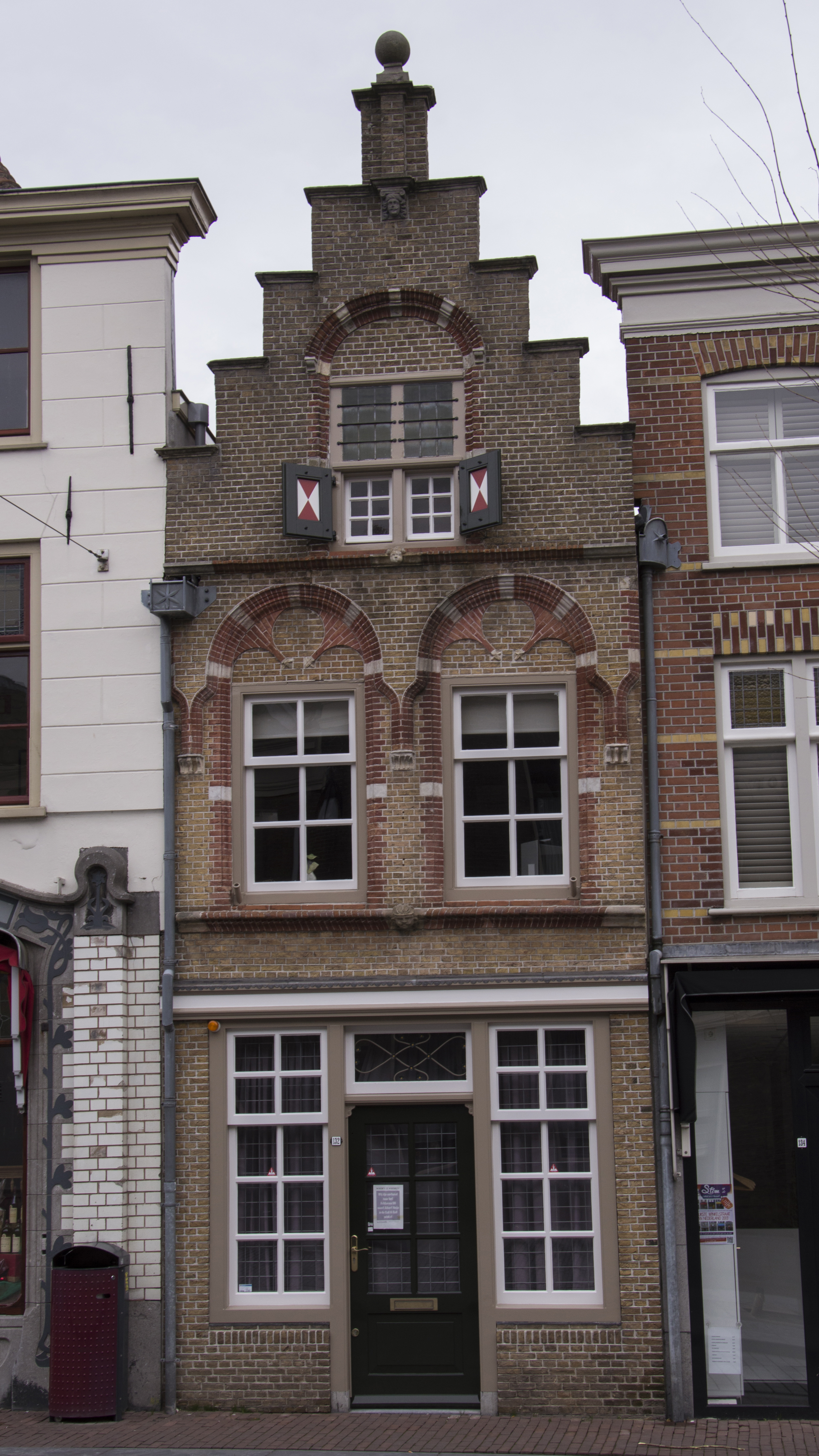
Het 'Dordtse' type (Vriesestraat, Dordrecht)
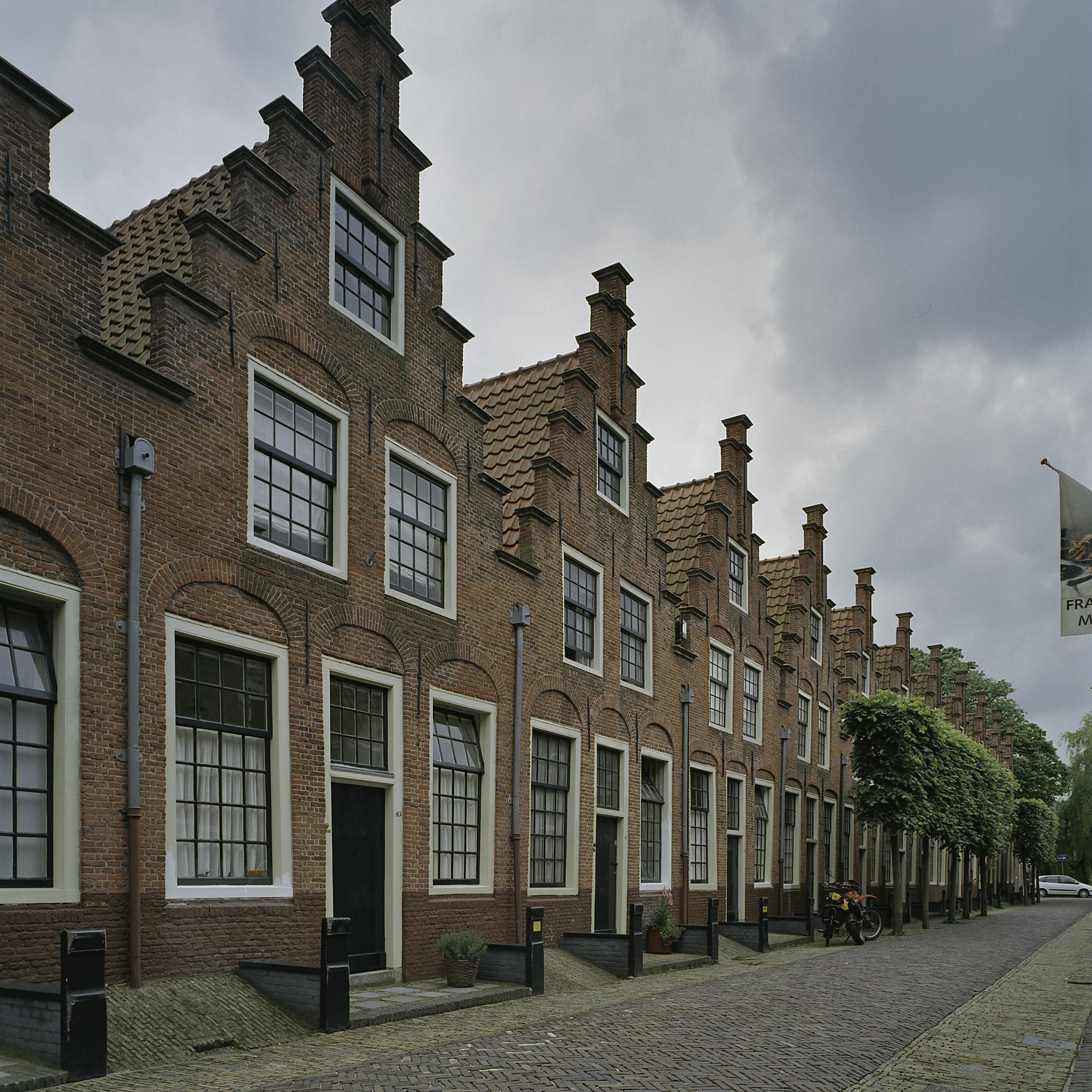
Provenierswoningen aan het Groot Heiligland te Haarlem
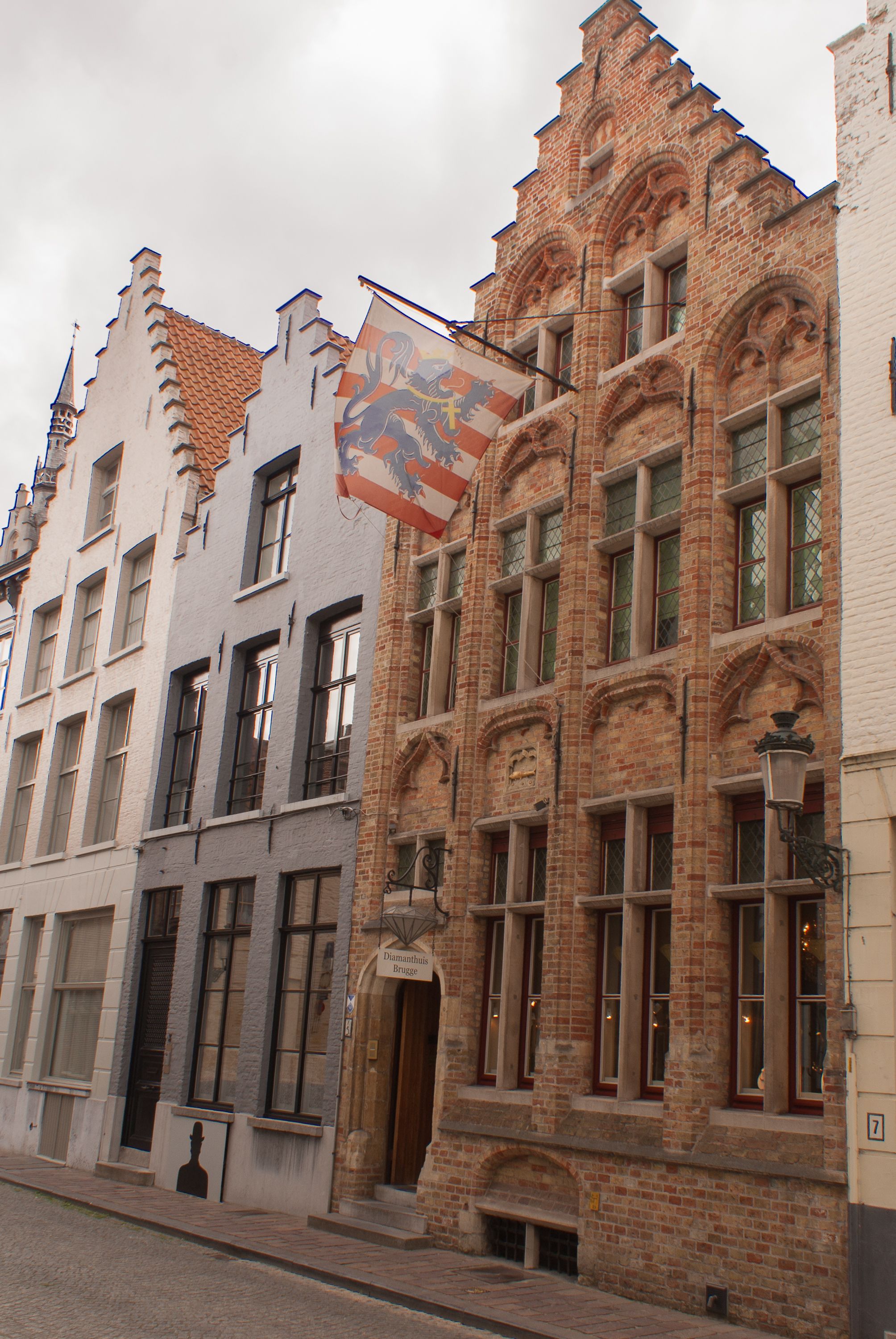
Trapgevels in Brugge